# Glossocratus bimaculatus
Glossocratus bimaculatus är en insektsart som beskrevs av Kuoh 1986. Glossocratus bimaculatus ingår i släktet Glossocratus och familjen dvärgstritar. Inga underarter finns listade i Catalogue of Life.